# Pieckowo
Pieckowo (deutsch Pötschendorf) ist ein Dorf in Polen in der Woiwodschaft Ermland-Masuren in der Gmina Reszel (Stadt- und Landgemeinde Rößel) im Powiat Kętrzyński (Kreis Rastenburg).

## Geographische Lage
Pieckowo liegt etwa neun Kilometer südwestlich der Kreisstadt Kętrzyn (deutsch Rastenburg) am Pötschendorfer See (polnisch Jezioro Pieckowskie), welcher eine Fläche von 18,9 Hektar bedeckt.

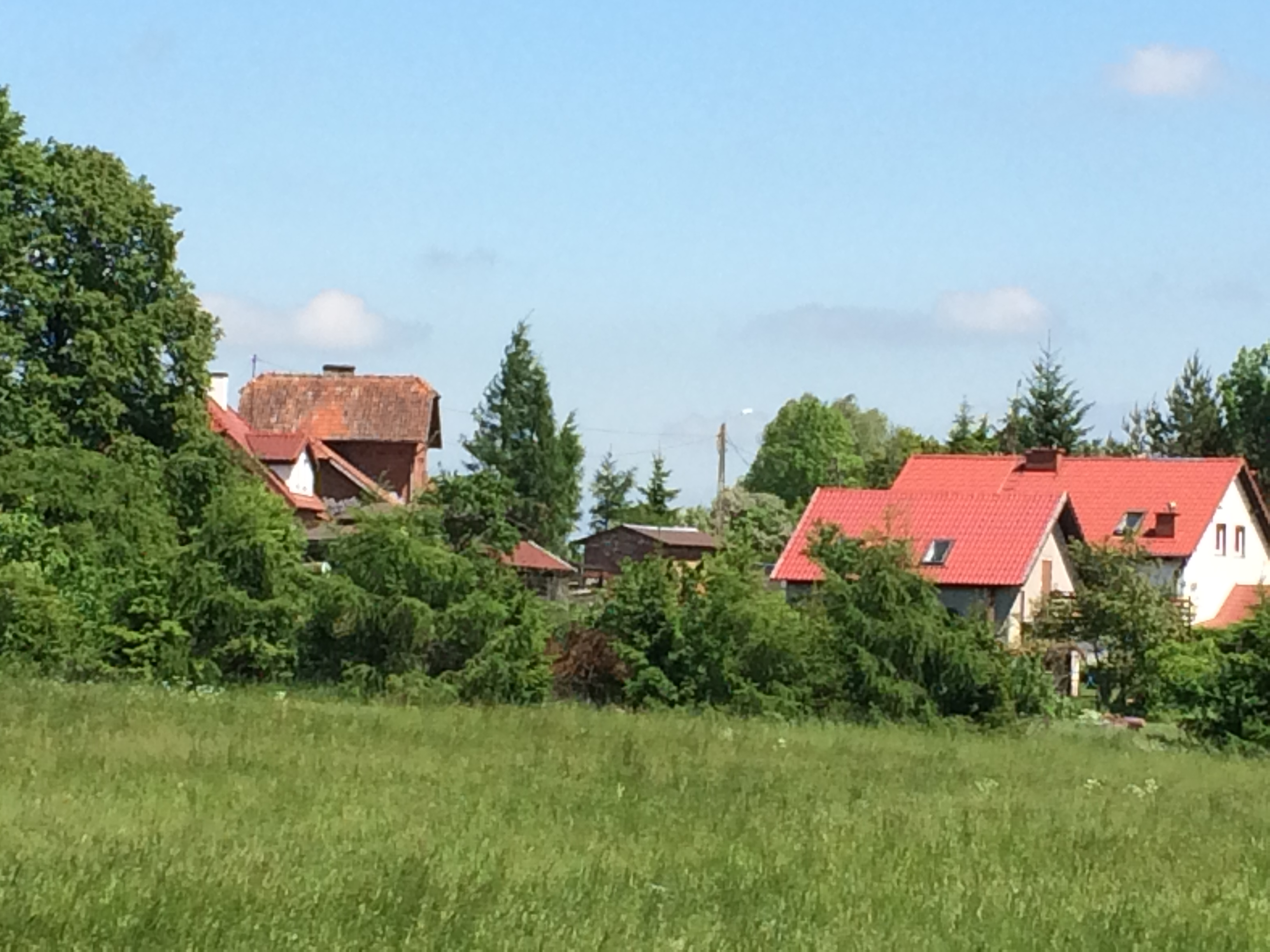
Dorfansicht von Pieckowo mit Blick auf das einstige Bahnhofsgebäude

## Geschichte

### Ortsgeschichte
Im Einzugsbereich der Rastenburg des Deutschen Ordens wurde 1448 das später als Pötschendorf bezeichnete Dorf angelegt. Aus ihm entwickelte sich das Gut Pötschendorf, dass zuletzt dem Mitglied des preußischen Abgeordnetenhauses, Gustav von Saltzwedell, gehörte, der es 1852 von dem Vorbesitzer Eduard Jorck für 60.000 Taler erworben hatte. 1818 gab es in dem Dorf 16 Wohnhäuser.
1874 wurde Pötschendorf Sitz und Namensgeber des Amtsbezirks Pötschendorf, zu welchem anfangs sieben Gemeinden bzw. Gutsbezirke gehörten. Er war dem Kreis Rastenburg im Regierungsbezirk Königsberg in der preußischen Provinz Ostpreußen unterstellt. Nachdem der Ort seit Mitte des 19. Jahrhunderts durch eine Chaussee mit seinen Nachbarstädten Heiligelinde und Rastenburg verbunden war, wurde er am 1. Juli 1907 über die Bahnstrecke Schlobitten–Rastenburg auch an das Schienennetz angeschlossen.
Im Januar 1945 wurde Pötschendorf von der sowjetischen Roten Armee erobert. Nach Ende des Zweiten Weltkrieges wurde das Dorf Teil Polens und befand sich von 1946 bis 1998 in der Woiwodschaft Olsztyn, seitdem in der Woiwodschaft Ermland-Masuren.

### Einwohnerzahlen
| Jahr          | 1818 | 1910 | 1933 | 1939 | 2004 | 2011 |
| Einwohnerzahl | 185  | 461  | 564  | 521  | 283  | 289  |

### Amtsbezirk Pötschendorf (1874–1945)
Bei seiner Errichtung bestand der Amtsbezirk Pötschendorf aus sieben Orten, am Ende waren es noch drei:
| Deutscher Name | Polnischer Name | Bemerkungen                           |
| -------------- | --------------- | ------------------------------------- |
| Bäslack        | Bezławki        |                                       |
| Bäslackshof    | Bezławecki Dwór | in die Gemeinde Bäslack eingegliedert |
| Heiligelinde   | Święta Lipka    |                                       |
| Krakotin       | Krakocin        | 1928 nach Pötschendorf eingemeindet   |
| Pötschendorf   | Pieckowo        |                                       |
| Posewangen     | Pudwągi         | 1928 nach Pötschendorf eingemeindet   |
| Wangotten      | Wanguty         | 1928 nach Bäslack eingemeindet        |

Am 1. Januar 1945 bildeten aufgrund struktureller Veränderungen nur noch Bäslack, Heiligelinde und Pötschendorf den Amtsbezirk Pötschendorf.

## Kirche
Bis 1945 war Pötschendorf in die evangelische Kirche Bäslack (polnisch Bezławki) in der Kirchenprovinz Ostpreußen der Kirche der Altpreußischen Union sowie in die katholische Kirche Heiligelinde (Święta Lipka) im damaligen Bistum Ermland eingepfarrt.
Heute gehört Pieckowo evangelischerseits zur Pfarrei Kętrzyn in der Diözese Masuren der Evangelisch-Augsburgischen Kirche in Polen. Katholischerseits besteht weiterhin die Bindung an die Pfarrei in Święta Lipka, dem jetzigen Erzbistum Ermland zugeordnet.

## Verkehr

### Straße

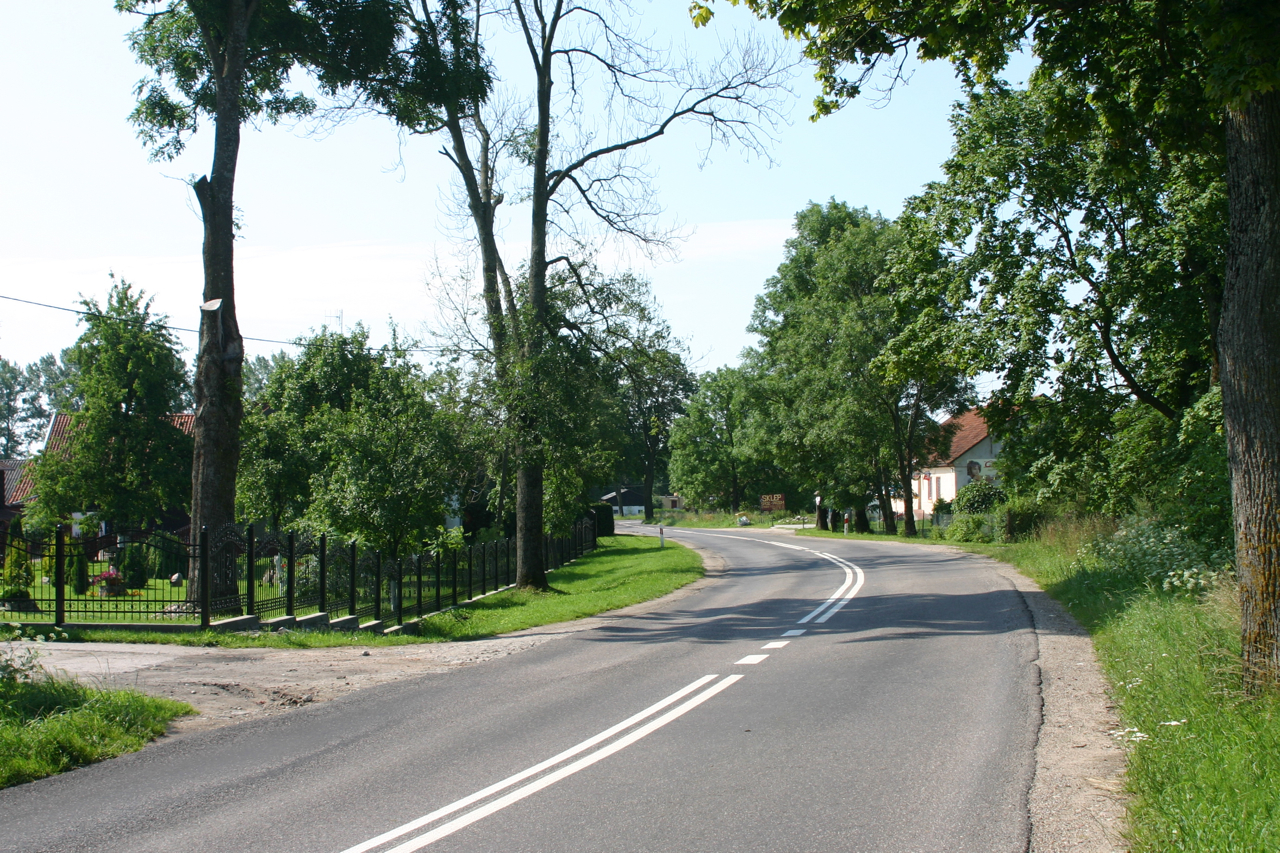
Ortsdurchfahrt Pieckowo der DW 594

Pieckowo liegt an der Woiwodschaftsstraße 594 (Abschnitt der früheren deutschen Reichsstraße 141) von Kętrzyn über  Reszel nach Bisztynek (Bischofstein).

### Schienen
Von 1908 bis 2006 war Pötschendorf resp. Pieckowo eine Bahnstation an der Bahnstrecke Sątopy-Samulewo–Nowy Młyn (deutsch Bischdorf–Neumühl) zur Weiterfahrt nach Kętrzyn (Rastenburg). Sie wurde 1989 bzw. 1995 für den Personen- bzw. Güterverkehr stillgelegt, am 1. April 2003 jedoch noch einmal reaktiviert, dann aber im Juli 2006 endgültig geschlossen und größtenteils demontiert.

### Luft
Der nächste internationale Flughafen ist der Flughafen Danzig. Er  befindet sich ca. 190 Kilometer westlich. Der Flughafen Kaliningrad bei Chrabrowo (Powunden) befindet sich etwa 90 Kilometer nördlich von Pieckowo auf russischem Territorium und ist aufgrund seiner Lage außerhalb der Europäischen Union nur eingeschränkt zu nutzen.

## Schule
In Pötschendorf gab es eine zweiklassige Volksschule aus dem Jahr 1909. Letzte deutsche Unterrichtende bis 1945 war Ingeborg Eggert.

## Persönlichkeiten

### Söhne und Töchter des Ortes
- Theodor Gustav Harder (1762–1811), deutscher evangelischer Theologe, Pfarrer und Superintendent
- Karl Alexander (1890–1940), Fischdampferkapitän, Opfer der NS-Herrschaft[10][11]

### Personen, die mit dem Ort in Verbindung stehen
- Gustav von Saltzwedell (1808–1897), königlich preußischer Verwaltungsbeamter, Regierungspräsident, Gutsbesitzer in Pötschendorf, verstarb auf Gut Pötschendorf